# Himmelwandhütte

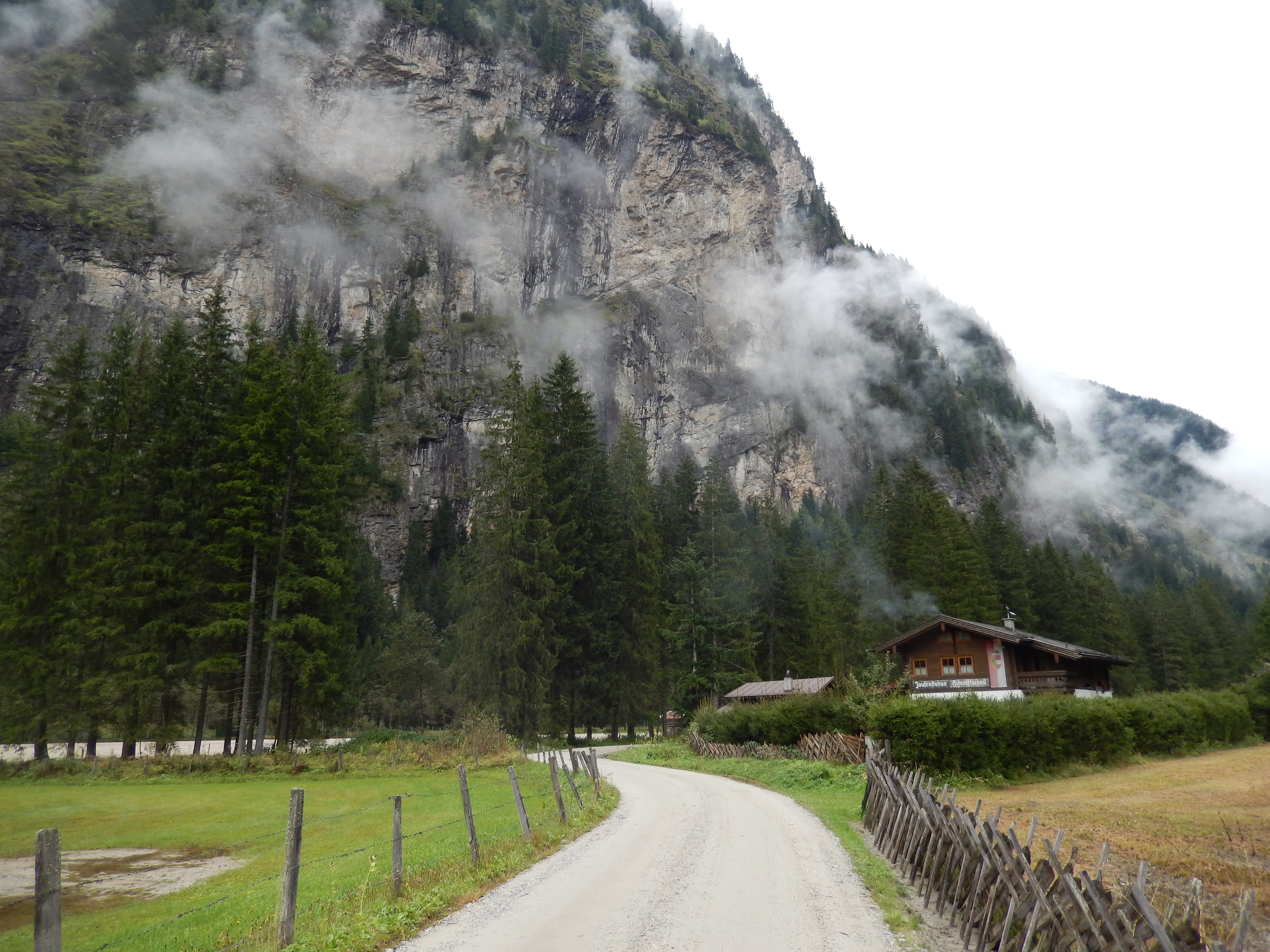
Himmelwandhütte vor der Himmelwand

Die Himmelwandhütte (auch Jausenstation Himmelwand) ist ein Gasthaus in der Gemeinde Bad Gastein im österreichischen Bundesland Salzburg.

## Lage und Umgebung

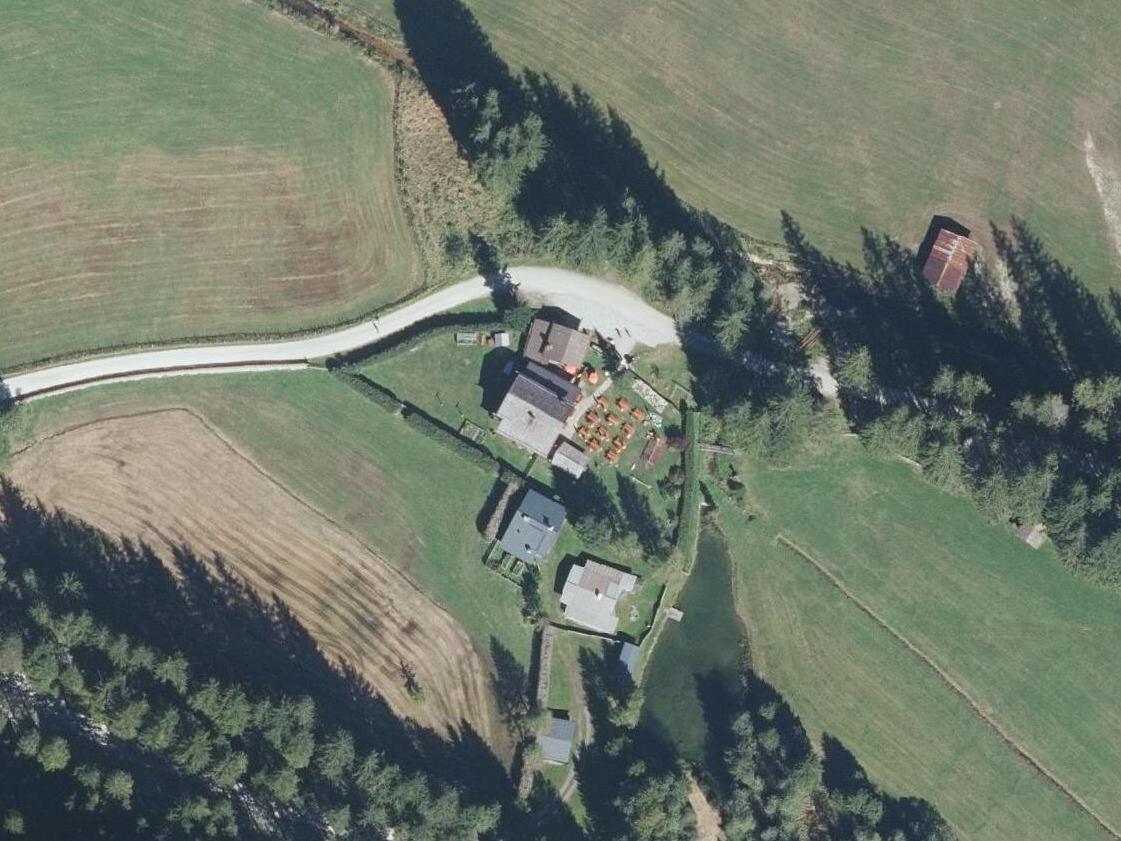
Himmelwandhütte aus der Vogelperspektive

Die Himmelwandhütte ist eine Ortslage der Ortschaft Bad Gastein und befindet sich in der Katastralgemeinde Remsach und im Landschaftsschutzgebiet Gasteiner-Tal. Sie steht auf einer Höhe von 1079 m ü. A. am Fuß der Himmelwand, einer Geländestufe des Bergs Flugkopf in der Ankogelgruppe. Die markante Himmelwand besteht aus Granit. Beim Gasthaus mündet der Himmelwandbach in den Kötschachbach.
Der an der Himmelwandhütte vorbeiführende Dr.-Hermann-Greinwald-Weg ist ein Wanderweg von Kötschachtal auf die Palfner Scharte. Er ist nach dem Bad Gasteiner Arzt Hermann Greinwald benannt, der den Verein der Freunde des Gasteiner Museums mitbegründete. Über das Gasthaus verläuft zudem die Mountainbikestrecke zum Alpenhaus Prossau.
Bei einer Erhebung der Vogelarten des Gasteinertals in den 1980er Jahren wurde an der Himmelwand die Felsenschwalbe (Ptyonoprogne rupestris) als Brutvogel beobachtet. Die Gamswild-Ruhezone Flugkopf östlich der Hütte darf von 1. Dezember bis 31. Mai nicht betreten werden.

## Geschichte
Im 16. Jahrhundert wurde auf der Himmelwand Gold abgebaut. Aus dieser Zeit sind 18 Stollen dokumentiert. Im von 1823 bis 1830 erstellten Franziszeischen Kataster ist anstelle der späteren Himmelwandhütte ein Wagnerhäusl verzeichnet. Bis vor dem Zweiten Weltkrieg befand sich hier das Kasbichl-Lehen, das zum Bauernhof Kasbichl-Gut, der späteren Rudolfshöhe, gehörte. Danach kaufte ein Holzmeister aus Badbruck die Parzelle und überließ sie 1950 seinen Söhnen. Der nächste Grundstückseigentümer war der Besitzer des Alpenhauses Prossau.
Die Himmelwandhütte wurde von 1966 bis 1967 erbaut und am 1. August 1968 als Jausenstation eröffnet. Sie wechselte danach noch mehrmals ihren Besitzer.
Der Himmelwand-Pass war eine der zahlreichen Krampus-Gruppen („Passen“) des Gasteinertals.

## Sage
Eine Sage berichtet, dass einmal ein Wildschütze eine Gämse verfolgte und sich dabei so in der Himmelwand verstieg, dass er nicht mehr gerettet werden konnte. Am Fuß sammelte sich eine Menschengruppe. Ein Priester hielt dem Schützen eine Hostie entgegen. Letzterer wurde von Sehnsucht danach gepackt und sprang der Hostie entgegen in den Tod.